# سم هکت
سم هکت (به انگلیسی: Sam Hecht)؛ (زادهٔ ۷ اوت ۱۹۶۹ میلادی) طراح صنعتی متولد لندن و اهل بریتانیا است، طراحان صنعتی بریتانیایی، سم هکت و کیم کالین از طراحان باقی‌ماندهٔ ماجی هستند.
سم هکت و کیم کالین تأسیسات صنعتی را در سال ۲۰۰۲ میلادی، یک استودیوی طراحی مستقر در لندن، تأسیس کردند. مشتریان آن‌ها شامل: ماجی، یاماها، لایسی، اپسون، ماجیس، لکسون و ویرلپول بودند.
هکت در کالج هنر و طراحی مرکزی سنت مارتینز، طراحی صنعتی خواند و مدرک طراحی صنعتی خود را از کالج سلطنتی هنر در لندن دریافت کرد. هکت برای دیوید چیپرفیلد معمار کار کرد و قبل از اینکه رئیس طراحی در آیدیو شود به ایالات متحدهٔ آمریکا و ژاپن سفر کرد.
هکت جوایز متعددی را دریافت کرده‌ است.